# روبرت كيمبنر
روبرت كيمبنر (بالألمانية: Robert Kempner؛ بالإنجليزية: Robert Kempner) هو محامي ومحامي أمريكي وألماني، ولد في 17 أكتوبر 1899 في فرايبورغ في ألمانيا، وتوفي في 15 أغسطس 1993 في كونيغشتاين إم تاونوس في ألمانيا.

## وصلات خارجية
- روبرت كيمبنر على موقع مونزينجر (الألمانية)